# Harry Neß
Harry Neß (* 1. Juli 1947 in Berlin-Charlottenburg) ist ein deutscher Berufsschullehrer und Druckhistoriker.
Er arbeitet maßgeblich in der Nachfolge von Claus W. Gerhardt an der Konstitution des Forschungsgegenstands der Druck- und Mediengeschichte, die technik-, sozial- und wirtschaftsgeschichtliche Fragestellungen integriert.

## Bildung und Beruf
Nach einer Buchdruckerlehre (1966) und dem Studium zum Druckingenieur an der Hochschule für bildende Künste Berlin (1969–1972) beendete er sein Lehramtsstudium an der Technischen Hochschule Darmstadt (THD) bei Hans-Jochen Gamm und Gustav Grüner mit dem ersten Staatsexamen (1976). Auf sein zweites Staatsexamen (1977) an der Gutenbergschule in Frankfurt am Main und den Magister Artium an der THD (1982) folgte 1990 die Promotion zum Dr. phil. bei Walter Georg an der Fernuniversität Hagen mit dem Dissertationsthema Der Buchdrucker – Berufserfahrung und Berufserziehung von Gutenberg bis zur preußischen Gewerbereform (1810).
Von 1977 bis 1997 arbeitete er als Berufsschullehrer und war in verschiedenen Funktionen in der Lehrerbildung, der Schulverwaltung des Landes Hessen und der Bund-Länder-Kommission für Bildungsplanung und Forschungsförderung (BLK) tätig. Bis 2012 war Neß mit der Leitung unterschiedlicher Forschungsprojekte zur Entwicklung von Instrumenten der Erfassung und Anerkennung des informellen und nichtformalen Lernen am Deutschen Institut für internationale pädagogische Forschung (DIPF) betraut, dem er seitdem als assoziierter Wissenschaftler angehört.

## Druckgeschichte
Mit dem Hintergrund seines Engagements im Zentralfachausschuss der Druckindustrie (ZFA) (1979–1985) und seiner Aktivitäten als Stadtverordneter in Darmstadt (1985–2001) wurde er 2000 zum Vorsitzenden des Internationalen Arbeitskreises für Druck- und Mediengeschichte e.V. (IADM) gewählt. In dieser Funktion arbeitet er an den jährlich mit unterschiedlichen Themen befassten Fachtagungen zusammen mit Roger Münch (Deutsches Zeitungsmuseum) und gibt zusammen mit Silvia Werfel das im Fachmagazin Deutscher Drucker erscheinende Journal für Druckgeschichte heraus. Seit 2016 ist Neß Vorstandsmitglied der Internationalen Senefelder Stiftung (ISS).

## Veröffentlichungen (Auswahl)
- Berufsschule & Bildungsurlaub. Schüler-Zeitung machen – eine Bildungschance. Peter Eickmann, Dt. Jugendpresse, Junge Presse Hessen (Hrsg.). Hans-Jürgen Zwingmann Verlag, Gelsenkirchen/Frankfurt am Main 1988.
- Die Leipziger Buchdruckerordnung: Ein Exempel zur reflektierten Berufserfahrung. In: Beiträge zur Geschichte von Technik und technischer Bildung in der Polygraphie. Vorträge und Vortragszusammenfassungen vom 1. Leupold-Kolloquium am 7. und 8. Dez. 1990, Technische Hochschule Leipzig, 1990, S. 42–52.
- Der Buchdrucker – Bürger des Handwerks – Berufserfahrung und Berufserziehung. Jungarbeiterinitiative an der Werner-von-Siemens-Schule, Wetzlar 1992 (Dissertation 1989)
- Gunther Bös, Harry Neß (Hrsg.): Deutsche Ausbilder im Zentrum dualer Ausbildung. In: Ausbilder in Europa – Probleme und Perspektiven. W. Bertelsmann Verlag, Bielefeld 2000, S. 47–70.
- Berufliche Bildung – Profil und Perspektiven. In: Nationalatlas Bundesrepublik Deutschland Bd. 6 Bildung und Kultur. Hrsg. v. Institut für Länderkunde, Spektrum Akademischer Verlag, Heidelberg/Berlin 2002 S. 36–39.
- Mediengeschichte braucht Zeit. Entwicklung und Erhalt von historisch vermittelter Handlungskompetenz. In: Druckgeschichte 2.0 – Festschrift 25 Jahre Internationaler Arbeitskreis Druck- und Mediengeschichte (Beiträge zur Druckgeschichte Bd. 5). Hrsg. v. Internationaler Arbeitskreis Druck- und Mediengeschichte Leipzig, Deutsches Zeitungsmuseum Wadgassen 2008, S. 10–22.
- Lithographen und Steindrucker im historischen Prozess ihrer Professionalisierung vom Lehrling zum Lehrmeister. In: Geschichte der Lithographie und Steindrucktechnik 1971–2011. 40 Jahre Internationale Senefelder-Stiftung in Offenbach. Internationale Senefelder Stiftung und Internationaler Arbeitskreis für Druck- und Mediengeschichte 2011, S. 111–131.
- Bestandsaufnahme der Dokumente und Objekte zur Offenbacher Druck- und Lithografiegeschichte, Textband (48 Seiten), Anlagenband (54 Seiten), Veröffentlichung der Manuskripte durch die Stadt Offenbach am Main. Textband (48 Seiten), archiviert im Haus der Stadtgeschichte (Offenbach am Main). Offenbach 2015.
- Verfahren und Instrumente zur Erfassung informell erworbener Kompetenzen. In: Matthias Rohs (Hrsg.): Handbuch informelles Lernen. Springer VS, Wiesbaden 2016, S. 609–633.
- Brigitte Bosche, Katrin Hülsmann, Harry Neß, Sabine Seidel: ProfilPASS – Kompetenzen ermitteln und bilanzieren. In: J. Erpenbeck, L. v. Rosenstiel, S. Grote, W. Sauer (Hrsg.): Handbuch Kompetenzmessung. Schäffer-Poeschel Verlag, Stuttgart 3., überarbeitete und erweiterte Auflage 2017, S. 29–47.
- Jakob Huber, Harry Neß, Claudia Seitz: KMU. Kompetenzbuch (KMU.Kom) – Unterstützung des Kompetenzmanagements und der Personalentwicklung in kleinen und mittleren Unternehmen. In: J. Erpenbeck, L. v. Rosenstiel, S. Grote, W. Sauer (Hrsg.): Handbuch Kompetenzmessung. Schäffer Poeschel, Stuttgart 3., überarbeitete und erweiterte Auflage 2017. S. 300–317.
- Constanze Lindemann, Harry Neß (Hrsg.): Vom Buchdrucker zum Medientechnologen. Wege der Druckindustrie in die Welt der Digitalisierung. VSA: Verlag Hamburg 2018 ISBN 978-3-89965-824-8.